# معركة هكسهام
معركة هكسهام (بالإنجليزية: Battle of Hexham)‏ هي معركة من سلسلة معارك حرب الوردتين حدثت في 15 مايو من عام 1464م في قرية هكسهام في نورثمبرلاند بإنجلترا بين جيش أسرة لانكاستر و جيش أسرة يورك. انتهت هذه المعركة بفوز جيش يورك بقيادة جون نيفيل، مركيز مونتاغو الأول. في هذه المعركة قُبض على معظم قادة جيش لانكاستر المتمردين ومن ثم أُعدموا بعد ذلك من بينهم :هنري بوفورت، دوق سومرست الثالث ، روبرت هانغرفورد، بارون هانغرفورد الثالث وفيليب وينتورث.